# Mohamed Flissi
Mohamed Flissi (in arabo محمد فليسي‎?; Boumerdès, 26 settembre 1990) è un pugile algerino.

## Palmarès

### Mondiali
- 2 medaglie:
  - 1 argento (Almaty 2013 nei pesi mosca leggeri)
  - 1 bronzo (Doha 2015 nei pesi mosca)

### World Combat Games
- 1 medaglia:
  - 1 bronzo (Pechino 2010 nei pesi mosca leggeri)

### Giochi panafricani
- 2 medaglie:
  - 1 oro (Brazzaville 2015 nei pesi mosca)
  - 1 argento (Maputo 2011 nei pesi mosca leggeri)